# Брикнер, Иван Игоревич
Иван Игоревич Брикнер (укр. Іван Ігорович Брікнер; 30 июня 1993, Лисятичи, Львовская область, Украина) — украинский футболист, полузащитник польского клуба «Стомиль».

## Биография
Попал в команду из любительского клуба «Тепловик» из Ивано-Франковска. Дебютировал в команде против армянского «Титана» 19 октября 2013, проведя на поле 32 минуты. В том сезоне провёл 9 матчей, ни один не отыграл полностью. Также не отметился голами. В сезоне 2014/15 провёл на поле 19 матчей, но игроком основы не считался. Также сумел отметиться дебютным голом в команде против харьковского «Гелиоса», но он не помог «Сумам» победить (1:4). Гол стал для Брикнера единственным в том сезоне. В сезоне 2015/16 стал игроком основы, проведя 28 матчей, в 21 отыграл 90 минут. Как и в прошлом сезоне, забил только один гол в ворота «Динамо-2», который принёс команде победу (2:1). В сезоне 2016/17 сыграл во всех 19 матчах первого круга чемпионата, забив 4 гола.
В команду[какую?] перешёл в зимнее трансферное окно, будучи свободным агентом. Первой игрой в Премьер-лиги стала игра против каменской «Стали» (0:0), но провёл на поле лишь 1 минуту. Часто выходил на замену на несколько минут, пока не сыграл 55 минут в матче против «Динамо» (0:1). Первый гол в команде забил в ворота одесского «Черноморца», который стал для «Олимпика» победным (1:0).
По окончании сезона 2017/18 покинул стан «Олимпика».
12 января 2021 года разорвал контракт с «Рухом». 18 января 2021 года подписал контракт с клубом «Львов». Контракт рассчитан на 1,5 года с опцией продления ещё на год. 13 февраля 2021 года дебютировал за «Львов» в рамках Украинской Премьер-Лиги в выездном матче против «Миная» (2:1), выйдя в стартовом составе, но был замеменён на 56-й на Ивана Довгого. 16 апреля 2021 года забил свой первый гол за «Львов», отличившись в домашнем матче 22-го тура УПЛ против «Александрии» (3:1) на 43-й минуте.